# عبدالکریم سیلا (بازیکن فوتبال، زاده ۲۰۰۰)
عبدالکریم سیلا (انگلیسی: Abdoulaye Sylla؛ زادهٔ ۱۰ آوریل ۲۰۰۰) بازیکن فوتبال اهل گینه است.
از باشگاه‌هایی که در آن بازی کرده است می‌توان به باشگاه فوتبال نانت اشاره کرد.
وی همچنین در تیم ملی فوتبال گینه بازی کرده است.